# Салан, Рауль
Рауль Альбен Луи Салан (фр. Raoul Albin Louis Salan; 10 июня 1899 — 3 июля 1984) — французский генерал, ветеран двух мировых войн. Командующий французской армией в Индокитае (1952—1953), а затем в Алжире. Став на сторону франко-алжирского населения, Салан создал подпольную организацию OAC, поставившую своей целью недопущение отделения Алжира от Франции.

## Биография
Рауль Альбен Луи Салан родился в Роккурбе (департамент Тарн, исторический регион Лангедок), в семье банковского служащего. Вскоре отца перевели в Ним. Некоторое время Рауль воспитывался у тётки Елены Салан, проживавшей в испанском городе Касаррубиос-дель-Монте. Военную карьеру Рауль Салан начал в конце Первой мировой войны, 2 августа 1917 года, в частях колониальной пехоты. Войну закончил с ранением и наградой; всего за время службы получил 36 орденов и медалей: больше, чем кто-либо во французской армии.
После войны Салан окончил офицерское училище Сен-Сир. В чине лейтенанта 17-го полка сенегальских тиралеров (RTS) он в 1921 г. был направлен в подмандатную Сирию (близ границы с Турцией), в состав Армии Леванта, позже — в Индокитай, где он провёл около 28 лет. В качестве секретного агента побывал в Эфиопии, в Западной Африке. С апреля 1938 года служил в Министерстве колоний, руководил «2-м отделом империи» (военная разведка). В марте 1939 г. Салан произведён в майоры, тогда же женился.
В начале Второй мировой войны, в январе — июле 1940 г., Салан командовал пехотным колониальным батальоном. С 16 июля 1940 г. — в штабе колониальных войск, произведён в подполковники. Какое-то время был лоялен правительству Виши. С 24 сентября 1941 начальник 2-го бюро штаба войск во Французской Западной Африке. Совершил поездку в Сенегал, где навёл мосты с участниками Сопротивления. Составил «Инструкцию по ведению войны в тылу противника». В декабре 1941 г. Салан открыто присоединился к Сопротивлению. Стал одним из ближайших соратников Ш. де Голля. С 31 августа 1943 — начальник штаба французских войск в Северной Африке. С 30 мая 1944 командовал 6-м Сенегальским полком, с 25 декабря 1944 − 9-й колониальной дивизией. Участник высадки союзных войск в Провансе. 20 февраля 1945 назначен командиром 14-й дивизии. Закончил Вторую мировую войну бригадным генералом.
С 29 октября 1945 по 1 апреля 1946 гг. — командующий французскими войсками в Тонкине и Китае. С 25 мая 1947 г. — командующий войсками в Северном Индокитае. С 10 февраля 1948 г. — Верховный главнокомандующий на Дальнем Востоке. С 27 октября 1948 — Великий офицер Почётного легиона. С 1 сентября 1949 г. — директор колониальных войск. 29 декабря 1950 г. назначен командующим в Тонкинской оперативной зоне и комиссаром при правительстве Республики Вьетнам. С 9 апреля 1952 по 28 мая 1953 гг. — главнокомандующий на Дальнем Востоке. 28 августа 1952 г. награждён Большим крестом Почётного Легиона.
1 января 1954 г. Салан назначен генерал-инспектором сил национальной обороны. 8 июня 1954 г. вновь возглавил французские войска в Индокитае. Руководил расследованием поражения при Дьен-Бьен-Фу (Dien-Bien-Phu). 27 октября 1954 г. Салан был отозван в Париж.
В тот же год началась жестокая гражданская война во Французском Алжире, именуемая в российской историографии Войной за независимость Алжира. 1 ноября 1954 года подразделение ФНО расстреляло французских детей в школьном автобусе в городе Бон. ФНО официально объявил войну Франции. Требование мятежников к алжирским французам сводилось к лозунгу «Чемодан или гроб».

12 января 1955 г. Салан занял место в Высшем военном совете. 12 ноября 1956 г. Салан принял командование над французскими войсками в Алжире (10-й военный округ). Он немедленно развернул широкомасштабные военные действия против алжирских повстанцев из ФНО, наносивших чувствительные удары по французским контингентам и жестоко терроризировавших мирное население. 
Алжирские боевики вырезали деревни целиком: мужчинам перерезали горло, женщинам вспарывали животы! Париж отвечал адекватными мерами.
 В то же время левые партии полностью поддержали арабов, коммунисты демагогически требовали «освободить Алжир», троцкисты совместно с арабскими фанатиками участвовали в террористических актах, знаменитый философ Ж.-П. Сартр призывал французских солдат дезертировать.
Салан сыграл ведущую роль во вторичном приходе де Голля к власти (1958 г.) и установлении во Франции режима президентского правления. 15 мая 1958 г. Салан встал во главе путчистов в Алжире, провозгласив лозунги: «На Париж!», «Да здравствует де Голль!». Путчисты призвали усилить военный натиск на ФНО и закончить войну «за сто дней». В тот день Де Голль написал Салану: «Я считаю Вас не только верным человеком с очень большими способностями, но и своим соратником и другом». 6 июня 1958 г. Салан был назначен уполномоченным генералом при франко-алжирском правительстве и главнокомандующим французскими войсками в Алжире. 19 декабря 1958 г. Салан переведён в Париж и вновь назначен генеральным инспектором национальной обороны.
7 февраля 1959 г. Салан занял пост военного губернатора Парижа, 10 июня 1960 г. вышел в отставку. К тому моменту де Голль уже начал политику свёртывания колониальной войны и затеял тайные переговоры с ФНО. Однако, в Алжире проживало тогда около полутора миллионов переселенцев из Французской метрополии. В случае ухода французской армии, они оставались беззащитными перед вооружёнными фанатиками из ФНО, что вызывало реальные опасения за сохранность их жизней и имущества. Возмущённый капитулянтской политикой де Голля, уже намеренного предоставить Алжиру независимость на условиях, продиктованных террористами, — Салан, пользовавшийся огромным авторитетом во французской армии (прежде всего в колониальных войсках) стал лидером анти-голлистской оппозиции. 14 сентября 1960 г. он избран председателем Ассоциации борцов за сохранение Французского сообщества, выступавшей за продолжение войны в Алжире до победного конца. Де Голль как раз в это время заявил о «признании права алжирского народа на самоопределение». В декабре 1960 г. в Мадриде, на встрече Салана, Сюзини, Ляшруа и Лагайярда, было заключено анти-голлистское соглашение (т. н. Мадридский договор).
В ночь с 21 на 22 апреля 1961 г. генералы Салан, Жуо, Шалль и Зеллер произвели очередной путч в Алжире, планируя распространить движение на Париж (Салан прилетел в Алжир из Испании накануне). Силами парашютистов они захватили ключевые здания города Алжира. Также им удалось взять под контроль алжирские города Оран и Константину. ЦК ФКП незамедлительно призвал солдат и офицеров к неповиновению мятежным генералам. 25 апреля 1961 г. Шалль и Зеллер были арестованы, Салан и Жуо скрылись. Через 10 дней Салан в своей речи, переданной подпольной радиостанцией, объявил о принятии на себя руководства военно-политическим комитетом OAC. ОАС, руководимая Саланом, предприняла ряд политических убийств в Алжире и метрополии, организовала несколько покушений на де Голля.
В 1962 г. Салан и Жуо были заочно приговорены Верховным военным трибуналом к смертной казни. 23 мая того же 1962 года он был арестован, приговор заменён пожизненным тюремным заключением. 15 июня 1968 г. Салан был помилован и освобождён.

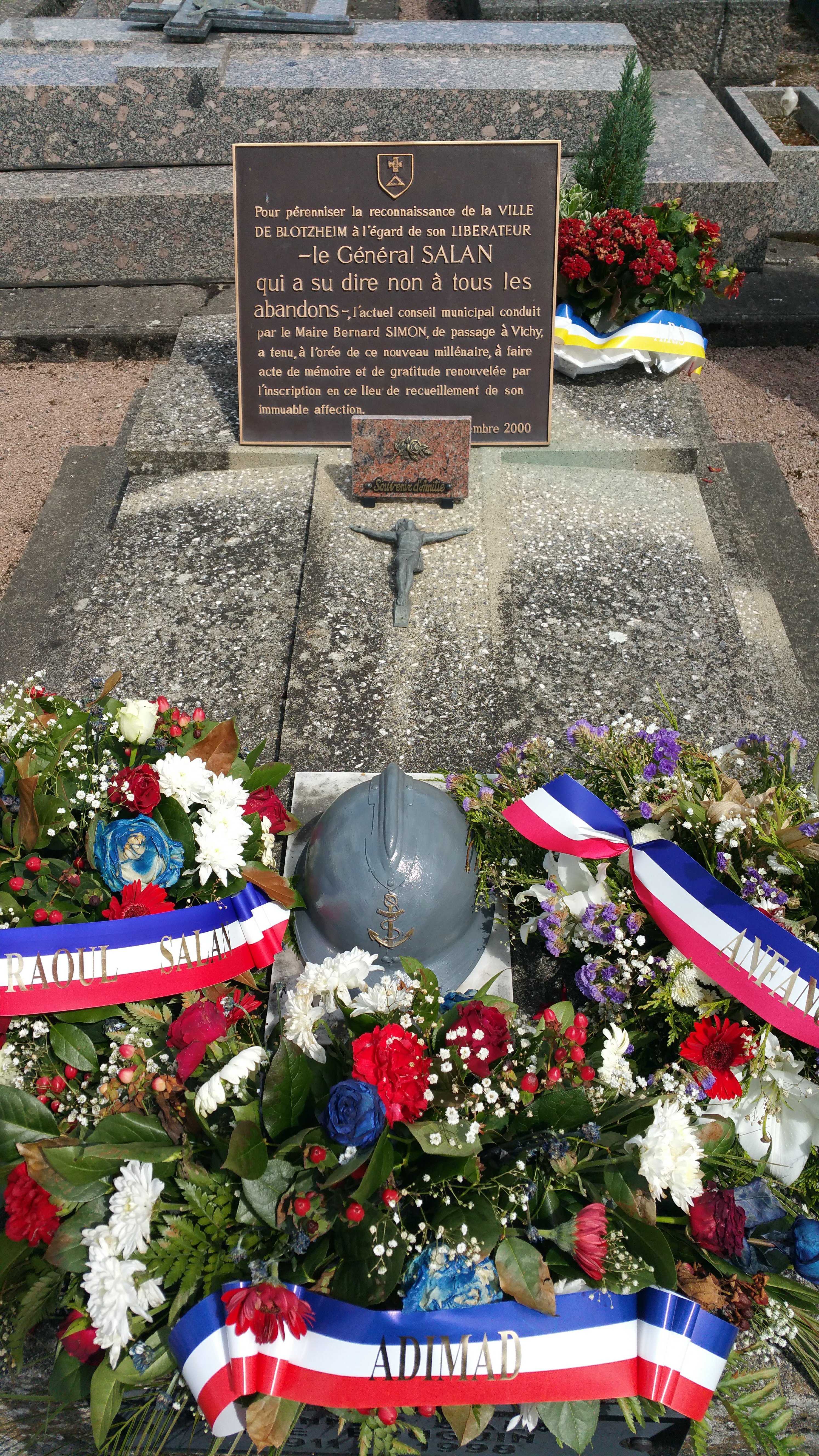
Mогила генерала.

В 1970—1974 гг. Салан пишет, а затем публикует свои мемуары, охватывающие период 1918‒1960 гг., под названием «Конец Империи». В 1975 году он публикует книгу «Красный Индокитай», содержащую ценные сведения о Хо Ши Мине. В 1982 году, после амнистии, принятой Парламентом, Салан был восстановлен в правах генерала армии и кавалера Большого креста Почётного Легиона.
10 мая 1984 года Салан был помещён в военный госпиталь Валь-де-Грас, где умирает 3 июля 1984 года. Похоронен на кладбище Виши. Надпись на его надгробии содержит только его имя, годы рождения и смерти и слова: «Солдат Великой Войны».